# Pharmacichthys
Pharmacichthys es un género extinto de peces que vivió durante la época del Cenomaniense. Este género marino fue descrito por Woodward en 1942.

## Especies
Especies reconocidas:
- Pharmacichthys delicatus (Goody, 1969)
- Pharmacichthys numismalis (Gayet, 1980)
- Pharmacichthys venenifer (Woodward, 1942)